# Officio sanctissimo
Officio Sanctissimo je papeška okrožnica (enciklika), ki jo je napisal papež Leon XIII. leta 1887.
V okrožnici je papež povzel zgodovino katolištva na Bavarskem, pohvalil ljudski odpor Kulturkampfu in obsodil prostozidarstvo.